# San Cebrián de Mudá
San Cebrián de Mudá település Spanyolországban, Palencia tartományban.  Lakosainak száma 150 fő (2024).

## Népesség
A település népessége az elmúlt években az alábbi módon változott:
| Lakosok száma | 200  | 185  | 158  | 173  | 170  | 161  | 159  | 156  | 151  | 150  |
|               | 2001 | 2004 | 2007 | 2009 | 2012 | 2014 | 2017 | 2019 | 2022 | 2024 |